# PARS
PARS là một kỹ thuật làm cho cơ thể sinh vật hoặc mỗ mô sinh học của động vật trở nên trong suốt nhằm quan sát đối tượng nghiên cứu trong tế bào, mô sinh học của một mẫu sinh học động vật nào đó.
Lipid là các phân tử bên trong tế bào giúp tế bào có cấu trúc, hình dạng và cản ánh sáng đi qua tế bào. Để tế bào trong suốt cần tẩm các chất tẩy để hòa tan lipid và bơm hydrogel polyme trong suốt bổ sung vào để thay thế nhằm giữ nguyên cấu trúc của tế bào. Để quan sát toàn cơ thể, sử dụng các chất tẩy và hydrogel truyền khắp toàn bộ cơ thể thông qua hệ tuần hoàn. Ở chuột, sau khi các chất lỏng này được tiêm vào hệ tuần hoàn, não trở nên hoàn toàn trong suốt trong vòng 2 đến 3 ngày, phần còn lại trở lên trong suốt trong khoảng 2 tuần. 
Trong tế bào được tẩy trong suốt, phân tử như DNA vẫn giữ nguyên vẹn. Khi cần quan tâm đến loại tế bào nào thì sẽ đánh dấu trước bằng một protein phát sáng huỳnh quang hoặc thuốc nhuộm. Khi không cần phải làm trong cả cơ thể, một biến thể của PARS có tên là PACT có thể được sử dụng trên các cơ quan riêng biệt bên trong cơ thể.  
Như vậy, khi muốn xem tế bào bên trong một mẫu mô sinh học, các nhà khoa học thường lấy mô ra khỏi cơ thể và cắt thành lát rất mỏng để quan sát 2 chiều bằng kính hiển vi. Nhưng bằng kỹ thuật PARS này, mô được làm cho trong suốt để quan sát được tế bào một cách đa chiều (khi đó tế bào giống như bong bóng khí 3 chiều trong một cục nước đá trong suốt).